# Copris acutidens
Copris acutidens är en skalbaggsart som beskrevs av Victor Ivanovitsch Motschulsky 1860. Copris acutidens ingår i släktet Copris och familjen bladhorningar. Inga underarter finns listade i Catalogue of Life.